# Johan Ingemarsson
Johan Ingemarsson, död före 1347, var kungens fogde (kungsåre) över Hälsingland (Stor-Hälsingland) från 1320-talet.
Johan Ingemarssons sigillvapen visar en ginbalk belagd med sparre i sköld. Hans ursprung, släktförhållanden, yrkesmässiga liv och karriär har utretts av Janzon. Om hans släkt kan bara verifieras att Johan var bror till en Sigge Ingemarsson som förde samma vapenbild spegelvänd (balk belagd med sparre)
Johan Ingemarssons ursprung har varit omtvistat. Tidigare ansågs han ha varit riddare och storman från Stor-Hälsingland, men detta har tillbakavisats av historikern Kaj Janzon 2008. Janzon menar i stället att Johan Ingemarsson måste ha varit tjänare till drotsen Knut Jonsson (Aspenäsätten) och anlitats för kolonisationen av Norrland som ägde rum århundradena omkring Johan Ingemarssons levnad. Janzon kallar Johan Ingemarsson för lågfrälse och väpnare och påpekar att han främst ägde jord i Uppland, men dock även i Österfärnebo i Gästrikland. Det var under Johan Ingemarssons tid som fogde som Hälsingelagen skrevs ner och sockenindelningen skedde. År 1331 började statsmakten se Hälsingland som en del av Sverige efter samarbetet med hälsingarna började fungera bättre, vilket också inträffade under Johan Ingemarssons ämbetstid. Men statsmakten hade fortsatt problem med att få hälsingarna att se sig som en del av Sverige och de hade fortsatt  problem med beskattning fram till och bortom Gustav Vasas tid vid makten.
År 1299 nämns Johan Ingemarsson första gången, när han är en av fastarna i Uppsala till ett jordbyte mellan ärkebiskopen och Karl Gregersson (Bjälboättens oäkta gren). Omkring år 1320 omtalas han som fogde över Hälsingland (det vill säga Stor-Hälsingland) i en skriftlig uppmaning till Hanebo sockenmän. Hans namn finns därefter i flera medeltida brev, bland annat ifråga om införskaffande och pantsättning av mark, som ombud åt Knut Jonsson (Aspenäsätten) och testamentesvittne åt lagman Birger Persson (Finstaätten), samt som sigillant åt brodern Sigge Ingemarsson, och lagman Farthaeign unge med hustru Ingeborg i Medelpad.
1326 i Birger Perssons testamente, och 1328 nämns Johan Ingemarsson som en av förmyndarna till Birger Perssons son Israel Birgersson. Hans namn är också känt genom att han var en av dem som 1327 delade Lule älvdal när marken skulle upplåtas till bebyggelse (de övriga var ärkebiskopen, Nils Farthiegnsson och Peter Unge). Han ägde, samman med ärkebiskopen, också fiskerätten i Ragundasjön, vilken andel han 1331 bytte bort mot gods i Värsta och Dingersjö med "Dumbæ" fiske.